# Zbór Chrześcijańskiej Wspólnoty Zielonoświątkowej w Rudzie Śląskiej
Zbór Chrześcijańskiej Wspólnoty Zielonoświątkowej w Rudzie Śląskiej – zbór  Chrześcijańskiej Wspólnoty Zielonoświątkowej działający w Rudzie Śląskiej.
Pastorem zboru jest Daniel Wawrzyczek. Nabożeństwa odbywają się dwa razy w tygodniu w domu modlitwy zlokalizowanym przy ul. Chorzowskiej 9.

## Historia
Początkiem lat 80. XX wieku Zbór Chrześcijańskiej Wspólnoty Zielonoświątkowej w Zabrzu uruchomił nowy dom modlitwy przy ul. Strzelców Bytomskich 13A w dzielnicy Mikulczyce. Z uwagi na stały wzrost liczebny członków zboru, dom modlitwy stał się wkrótce za mały na jego potrzeby. Przystąpiono więc do rozmów z urzędem miejskim w celu pozyskania nowego lokalu dla wspólnoty. Zabiegi te nie przynosiły jednak skutków, w związku z czym podjęta została decyzja o podziale zboru w Zabrzu poprzez wyłączenie z niego nowych wspólnot. Postanowiono wówczas m.in. o powołaniu nowego zboru poprzez przekształcenie w samodzielną jednostkę funkcjonującej w tym czasie placówki zboru zabrzańskiego w Rudzie Śląskiej, do której należeli członkowie zborów w Zabrzu i w Katowicach.
19 marca 1995 przez Ryszarda Kamińskiego, pełniącego funkcję przełożonego placówki w Rudzie Śląskiej, zainicjowane zostało prowadzenie spotkań w celu powołania nowego zboru. Początkowo zgromadzenia te odbywały się w Rudzie Śląskiej, a później w Zabrzu.
Pierwsze nabożeństwo nowego zboru w Rudzie Śląskiej miało miejsce w kwietniu 1995 i odbyło się w nowo powstałym domu modlitwy przy ul. Chorzowskiej 9. Rozpoczęto prowadzenie pracy z dziećmi oraz działalności ewangelizacyjnej. Remontowała były kolejne pomieszczenia w budynku siedziby zboru, gdzie poza główną salą nabożeństw urządzone zostały salki dla dzieci oraz na prowadzenie innych spotkań wspólnoty. Jej członkowie usiłowali zaprosić do przystąpienia do inne osoby zamieszkujące Rudę Śląską, a będące członkami zborów w innych miastach, jednak nie przyniosło to skutku. W wyniku nawróceń do zboru przyłączały się jednak nowe osoby, nie związane wcześniej z chrześcijaństwem ewangelicznym.
W połowie lat 2000. w niedzielnych nabożeństwach brało udział każdorazowo około 40 osób. Prowadzone były szkółki niedzielne dla dzieci w dwóch grupach wiekowych. Prowadzona była działalność pośród więźniów i osób uzależnionych. Funkcjonował też zespół muzyczny, organizujący wieczory pieśni.